# Автокефална църква
Автокефална църква (от гръцки: αυτός – сам и κεφαλή – глава), в православието е термин, с който се обозначава самостоятелна църква, административно независима от останалите църкви.
Днес православните в света са над 185 000 000 обединени в различни църкви. Първите автокефални църкви възникват в процеса на обособяването на отделните поместни църкви начело с патриарси и митрополити във Византия. В днешно време съществуват петнадесет автокефални църкви, които според датата на съвременното им признаване от Вселенската патриаршия се подреждат така:
| име                                           | брой вярващи | богослужебен език            | седалище                        |
| --------------------------------------------- | ------------ | ---------------------------- | ------------------------------- |
| Цариградска патриаршия                        | 3 500 000    | гръцки, турски               | Истанбул, Турция                |
| Александрийска патриаршия                     | 1 200 000    | гръцки, арабски              | Александрия, Египет             |
| Антиохийска патриаршия                        | 1 370 000    | арабски, гръцки, турски      | Дамаск, Сирия                   |
| Йерусалимска патриаршия                       | 50 000       | гръцки, арабски              | Йерусалим, Израел               |
| Грузинска православна църква                  | 5 000 000    | грузински                    | Тбилиси, Грузия                 |
| Българска православна църква                  | 8 000 000    | български, църковнославянски | София, България                 |
| Сръбска православна църква                    | 8 000 000    | сръбски, църковнославянски   | Белград, Сърбия                 |
| Руска православна църква                      | 100 000 000  | църковнославянски            | Москва, Русия                   |
| Румънска православна църква                   | 16 000 000   | румънски                     | Букурещ, Румъния                |
| Кипърска архиепископия                        | 420 000      | гръцки                       | Никозия, Кипър                  |
| Гръцка архиепископия                          | 10 000 000   | гръцки                       | Атина, Гърция                   |
| Албанска православна църква                   | 160 000      | албански                     | Тирана, Албания                 |
| Полска православна църква                     | 500 000      | църковнославянски            | Варшава, Полша                  |
| Православна църква на Чешките земи и Словакия | 150 000      | църковнославянски            | Прага, Чехия и Прешов, Словакия |
| Американска православна църква                | 1 000 000    | английски, църковнославянски | Ню Йорк, САЩ                    |

- Забелележка: автокефалността на Американската православна църква не е призната от Цариградската патриаршия.

## Автономни църкви
Съществуват също и автономни православни църкви, намиращи се в подчинение на някои от автокефалните църкви:
| име                                          | брой вярващи | богослужебен език                   | седалище                                   | статут                                                   |
| -------------------------------------------- | ------------ | ----------------------------------- | ------------------------------------------ | -------------------------------------------------------- |
| Синайска православна църква                  | ?            | ?                                   | Синай, Египет                              | автономна архиепископия към Йерусалимската патриаршия    |
| Финландска православна църква                | 60 000       | църковнославянски, фински, шведски  | Хелзинки до май 2012 гр. Куопио, Финландия | автономна архиепископия към Константинополска патриаршия |
| Японска православна църква                   | 30 000       | японски                             | Токио, Япония                              | автономна архиепископия към Руската църква               |
| Китайска православна църква                  | ?            | китайски                            | Хонгконг, Китай                            | автономна епархия към Руската църква                     |
| Естонска православна църква                  | 20 000       | естонски                            | Талин, Естония                             | автономна епархия към Руската църква                     |
| Украинска православна църква                 | 9 500 000    | украински, руски, църковнославянски | Киев, Украйна                              | автономна епархия към Руската църква                     |
| Молдовска православна църква                 | 2 500 000    | румънски, църковнославянски         | Кишинев, Молдова                           | автономна епархия към Руската църква                     |
| Бесарабска православна църква                | 500 000      | румънски                            | Кишинев, Молдова                           | автониомна екзархия към Константинополска патриаршия     |
| Латвийска православна църква                 | ?            | латвийски                           | Рига, Латвия                               | автономна патриаршия към Константинополска патриаршия    |
| Западноевропейска православна църква         | ?            | църковнославянски                   | Париж, Франция                             | автономна екзархия към Константинополска патриаршия      |
| Задгранична руска православна църква         | 400 000      | църковнославянски                   | Ню Йорк, САЩ                               | автономна митрополия към Руската църква                  |
| Северноамериканска антиохийска архиепископия | 120 000      | английски                           | Ню Джързи, САЩ                             | автономна архиепископия към Антиохийската патриаршия     |
| Православна охридска архиепископия           | ?            | църковнославянски, македонски       | Охрид, Северна Македония                   | автономна архиепископия към Сръбската църква             |

- Забелележка: автономността на Японската православна църква и на Китайската православна църква не е призната от Цариградската патриаршия, и автономността на Естонска православна църква не е призната от Руската православна църква.

Горепосочените оценки в скоби дават представа за броя на вярващите и наследниците (и потенциални вярващи) на православните християни в отделните църкви. Мнозина от тези наследници (дори повечето от тях в бившите социалистически страни) са атеисти, но в някаква степен познават и са силно повлияни от ценностите и културата на православието.

## Непризнати църкви
Също така съществуват няколко наричащи себе си православни църкви, които се придържат към православния канон, но не са признати от каноничните православни църкви главно по политически причини:
| име                                             | брой вярващи | богослужебен език             | седалище                          | забележка                                                                                              |
| ----------------------------------------------- | ------------ | ----------------------------- | --------------------------------- | --- |
| Македонска православна църква                   | 1 500 000    | македонски, църковнославянски | Скопие и Охрид, Северна Македония | основана през 1967 г.                                                                                  |
| Украинска автокефална православна църква        | 42 000 000   | украински                     | Киев, Украйна                     | основана през 1993 г.                                                                                  |
| Украинска православна църква Киевска патриаршия | 14 000 000   | украински, църковнославянски  | Киев, Украйна                     | основана през 1989-1992 г.                                                                             |
| Черногорска православна църква                  | 50 000       | църковнославянски, сръбски    | Цетине, Черна гора                | основана през 1997 г., с помощта на алтернативния български синод                                      |
| Беларуска православна църква                    | ?            | църковнославянски             | Ню Йорк, САЩ                      | основана през 1922 г.                                                                                  |
| Италианска православна църква                   | ?            | италиански                    | Равена, Италия                    | основана през 1991 г., с помощта на старокалендарната гръцка църква и на алтернативния български синод |
| Турска православна църква                       | 500          | турски, гръцки                | Истанбул, Турция                  | основана през 1924 г.                                                                                  |
| Истинска руска православна църква               | ?            | църковнославянски             | Москва, Русия                     | основана през 1927 г.                                                                                  |